# スパイク (ミサイル)
スパイク（Spike、ヘブライ語: ספייק）は、イスラエルのラファエル・アドバンスド・ディフェンス・システムズ社によって開発された第三世代対戦車ミサイルである。

## 歴史
ラファエル社では1970年代から光ファイバー誘導方式の対戦車誘導弾の構想を持ち続けていた。1980年代初頭に見通し外(NLOS:Non-Line-of-Sight) から発射器の電子光学センサー(EO:Electro-Optic)サイト及び弾頭の赤外線画像シーカーから取得された赤外線画像により射手が飛翔中に標的を選択・誘導できるタンムーズ対戦車ミサイルを開発したとされる。
しかしタンムーズ対戦車ミサイルは長い間非公開とされ、公に1980年代前半にイスラエル軍により採用され、各国に輸出されたのはIAI社のレーザー誘導方式(LBR)のMAPATSであった。
現在のスパイク対戦車ミサイルの原型となったのは赤外線画像シーカー/光ファイバー誘導方式のNT対戦車ミサイルである。NTシリーズの各ミサイル(NT-G Gil、NT-S Spike、NT-D Dandy)は1987年より開発が始まり1992年より試験が開始された。
1994年の試験では良好な性能を持つことが確認され、NTシリーズの各ミサイルは1997年にパリ航空ショーにて公開された。イスラエル軍では1998年よりスパイク対戦車ミサイルの運用が始まった。
このNTシリーズの各ミサイルは、2002年にNT-G GilからSpike MR、NT-S SpikeからSpike LR、NT-D DandyからSpike ERとそれぞれ名称変更され、スパイク対戦車ミサイルとなる。

## 概要

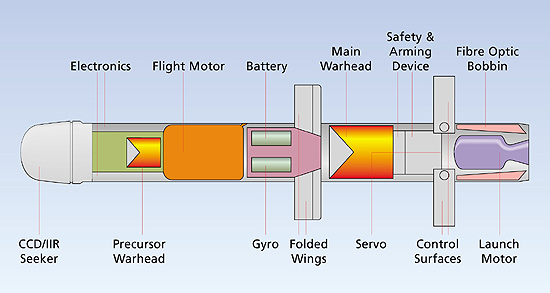
スパイク対戦車ミサイルの断面図

スパイクは、発射後に自動誘導される、いわゆる撃ちっ放し能力を備えたミサイルである。
また、誘導方式は赤外線画像シーカーを用いた赤外線ホーミング。さらにスパイクの派生型ではミサイル本体と発射機に備えられた光ファイバーケーブルにより高い射撃・進路修正観測能力を持つものもある。
弾頭は、成型炸薬弾を二つ重ねたタンデムHEATで、先頭のHEATが爆発反応装甲を爆発させ、二番目のHEATが敵の主装甲を貫徹する。
発射はソフトローンチ式で、爆発の力ではなく圧縮ガスによって射出され、ロケットモーターに点火する。これによりバックブラストを軽減しており、より狭い場所からでも発射可能で市街戦に有利な特徴となっている。

## 構成要素
スパイクは、主に二つのサブシステムから構成される。すなわち「三脚付き発射台と射撃管制システム」および「ミサイル本体」である。全体での重量は長射程型のMR/LRの場合は26kg。重量削減はサーマルサイトを撤廃することで実現する。
このミサイルは、歩兵が三脚付き発射台を用いるか、あるいは装甲車にマウントされた発射器から用いられる。さらに、フランスでスペルウェールUAVへの装備が試みられている。また、スパイクER以降のモデルは攻撃ヘリコプターへの装備も行われており、イスラエル空軍はAH-1やAH-64に搭載しているほか、スペイン陸軍はティーガーに、イタリア陸軍はA129 マングスタに装備させている。
また、同じラファエル社によって開発された遠隔操作式砲塔ユニットである、サムソン RCWS-30やタイフーンに組み込んだ状態での運用も行われている。

## 販売
このミサイルは、多くの陸軍で旧式化したミランやドラゴンなどの第二世代対戦車ミサイルを置き換えた。
ヨーロッパでの販売を容易にするため、ドイツにEuroSpike GmbH社が設立された。この会社の持株比率はディール・ディフェンス社40%、ラインメタル社40%、ERCAS B.V社（ラファエル社が100%の株を所有する子会社）が20%である。所在地はバイエルン州のレーテンバッハ・アン・デア・ペーグニッツ。

## 派生型
スパイクSR（Short Range）
短射程型。もっとも小型のモデルで歩兵が肩に担いで使用する。ラファエル社によれば、スパイクSRは射程2kmとされる。ロックオンした目標を自動追尾する撃ち放し(F&F:Fire-and-forget)方式に対応している。
スパイクMR（Medium Range）
中射程型。射程200-2,500mで歩兵か特殊部隊が使用。ミサイル重量が13.5kg、キャニスター重量13kg。射撃管制装置、バッテリー、サーマルサイトは他のスパイク派生型でも用いることが可能。それぞれ重量5kg、1kg、2.8kg、4kg。
スパイクLR（Long Range）
長射程型。最大射程は4,000m。歩兵か軽装甲車両が使用する。サイズはMRと同じだが、通信用の光ファイバーケーブルが追加されている。装甲貫徹能力はRHA換算で700mm。2018年にはスパイクLR2が登場した。ラファエル社によれば、スパイクLR2の誘導データリンクは光ファイバー方式であり、射程5,500mとされる。
スパイクER（Extra-long Range）
超長射程型。かつてはNT-DandyあるいはNT-Dとして知られていた。最大射程は8,000m。直径や重量も大幅に増加しており、通常は車両などに搭載して使用する。歩兵、装甲車、ヘリコプターが使用。フィンランド沿岸防備旅団では対舟艇ミサイルとしても使用されている。
ミサイル重量は34kg。発射器重量は車載型が30kg、空中発射型が55kg。装甲貫徹能力はRHA換算で1,000mm。2018年には最大射程を倍化したスパイクER2が登場した。ラファエル社によれば、スパイクER2の誘導データリンクは光ファイバー/無線(RF)方式の併用である。地上から発射された場合、射程10km、ヘリコプターなど空中から発射された場合、射程16kmとされる。
スパイクNLOS（Non Line Of Sight）
超々長射程型。最大射程は25-30kmだといわれている。重量はさらに増加して70kgとなった。見越し圏外への発射を可能とするため、中間誘導にGPSを使用でき、ラファエル社によれば、スパイクNLOSの誘導データリンクは光ファイバーでなく無線(RF)方式になっている。2022年には新型のスパイクNLOS 6が発表された。地上及び艦艇から発射された場合、射程32km。ヘリコプターなど空中から発射された場合、射程50kmとされる。
2009年にスパイクNLOSが発表されて間もなく、それまで長期間非公開にされていたタンムーズ(ヘブライ語:תַּמּוּז, 英語:Tammuz)対戦車ミサイルが公にされた。タンムーズ対戦車ミサイルとスパイクNLOSは主翼・操舵・安定翼などの各部の形状が大きく異なるが、同一のミサイルとして扱われることがある。よってタンムーズ対戦車ミサイルの改良型もしくは派生型として開発されたのが、海外輸出も想定した新型のスパイクNLOSであると考えられる(タンムーズ対戦車ミサイルの誘導データリンクは詳細不明だが、発射時の画像や動画では有線誘導ワイヤーが無いこと
や、スパイクNLOSと同一のミサイルとして扱われることもあることから、同じく無線(RF)方式と思われる。)。
スパイクLR/ER/NLOSは、いずれも撃ち放し(F&F:Fire-and-Forget)、F&O(Fire-and-Observe)、Fire-to-Grid方式に対応している。
|          | -SR型  | -MR型   | -LR型              | -ER型                                        | -NLOS型                                          |
| -------- | ------ | ------- | ------------------ | -------------------------------------------- | ------------------------------------------------ |
| 直径     | n/a    | 130mm   | 130mm              | 170mm                                        | 170mm 1670mm                                     |
| 全長     | n/a    | 1,200mm | 1,200mm            | 1,670mm                                      | 170mm 1670mm                                     |
| 弾体重量 | 9kg    | 13kg    | 13kg               | 34kg                                         | 71kg                                             |
| 最小射程 | 50m    | 200m    | 200m               | 400m                                         | n/a                                              |
| 最大射程 | 2,000m | 2,500m  | 4,000m(LR2:5,500m) | 8,000m(ER2:地上発射10,000m、空中発射16,000m) | 30,000m(NLOS 6:地上発射32,000m、空中発射50,000m) |

## 採用国

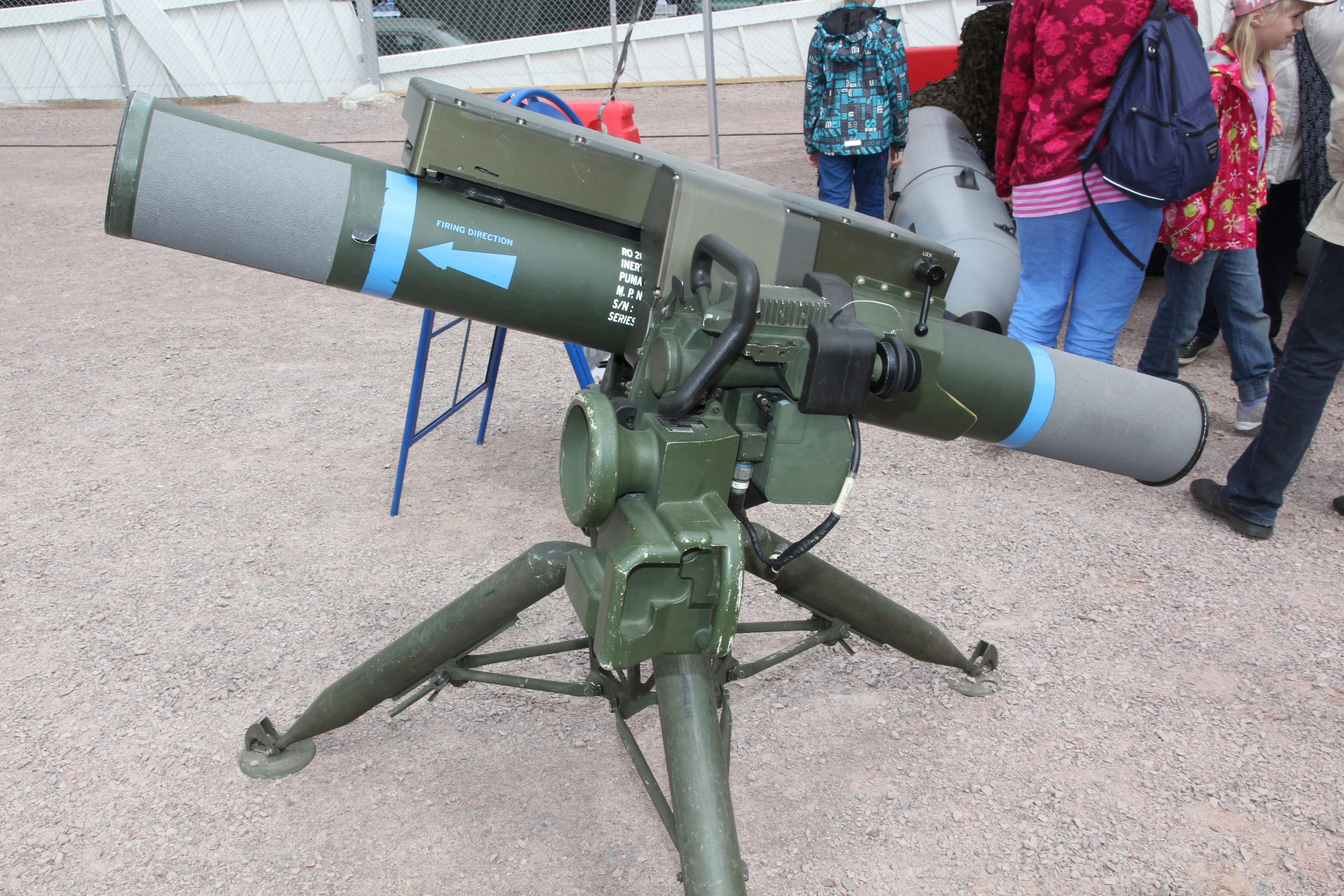
フィンランドのスパイクER

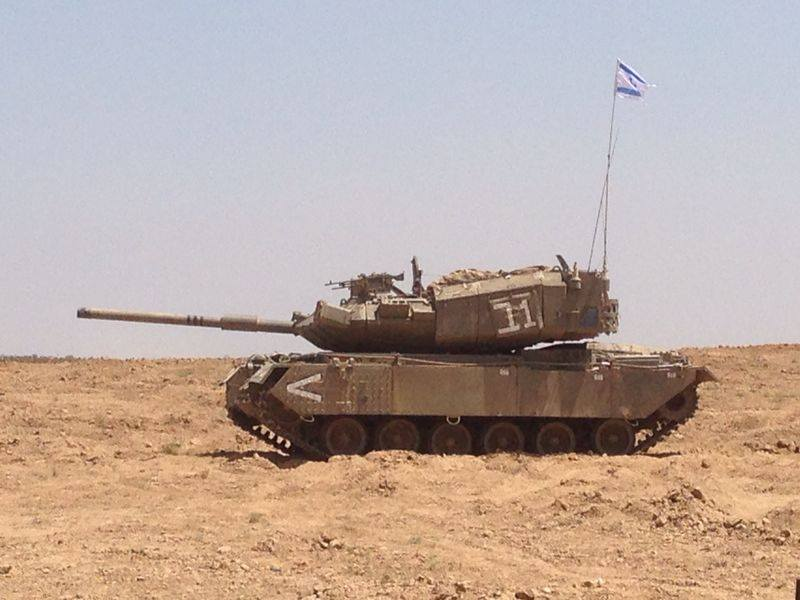
イスラエル軍のペレフ自走対戦車ミサイル

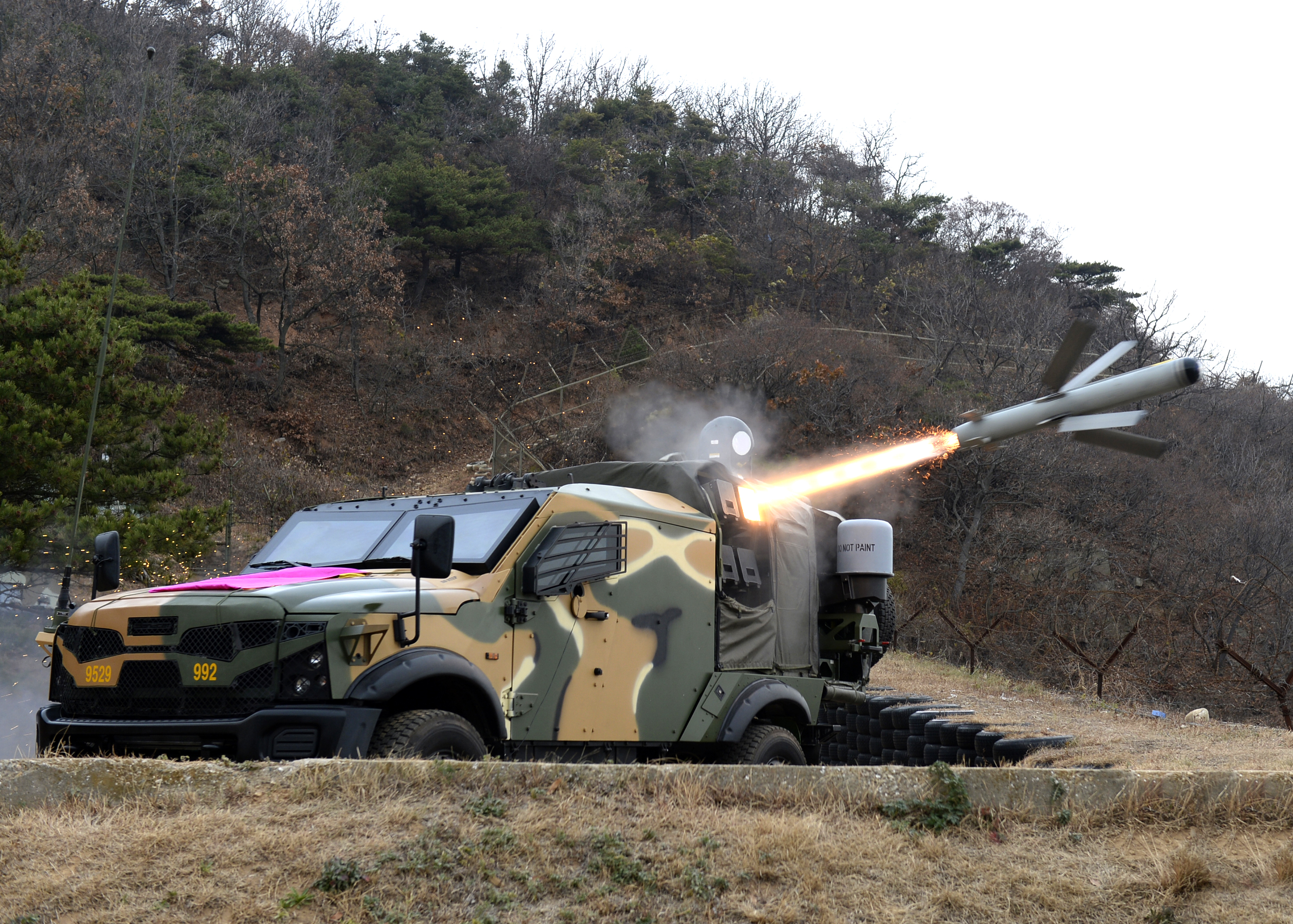
韓国のスパイクNLOS ミサイルの発射の様子

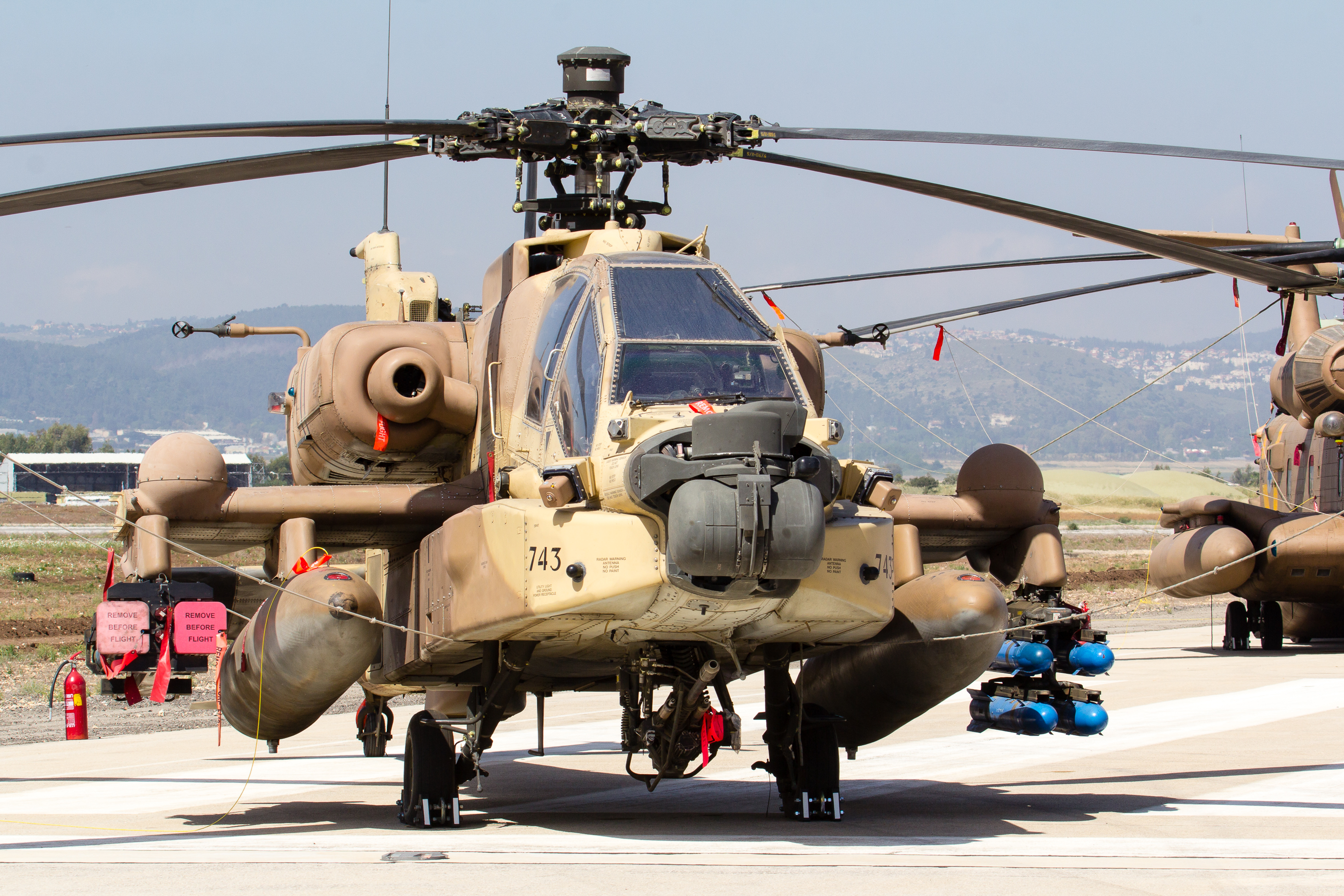
AH-64Dに搭載されたスパイクNLOS（左）

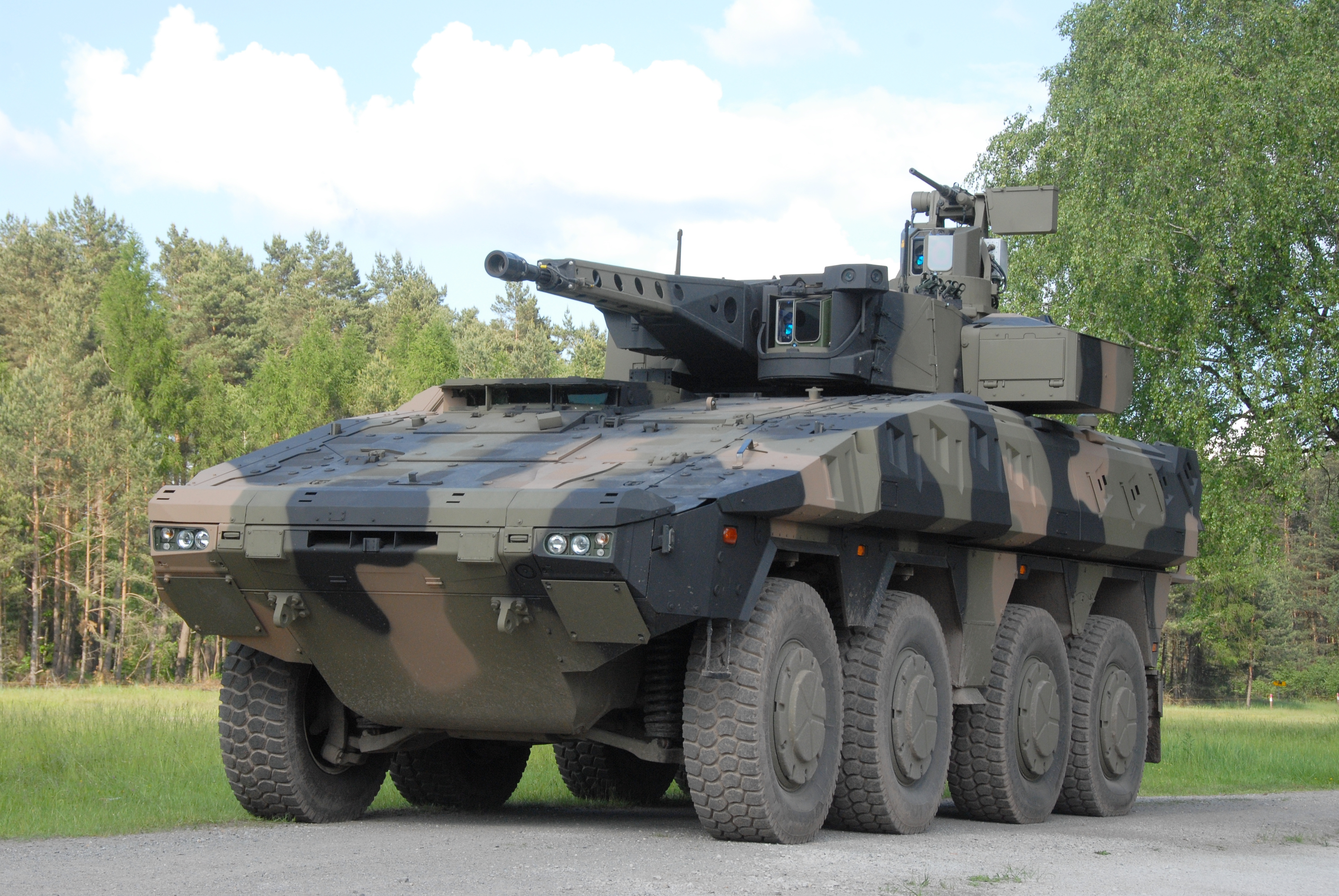
砲塔左側に連装発射機を装備するオーストラリア軍むけボクサーCRV

イスラエル
1990年代初頭よりタンムーズ(ヘブライ語:תַּמּוּז, 英語:Tammuz)対戦車ミサイル(2009年に登場したスパイクNLOSと同一の扱いをされることもある。)を搭載したペレフ自走対戦車ミサイルを運用。1998年からMR、LR、ERを運用。
 アゼルバイジャン
2024年時点で、アゼルバイジャン陸軍がLR、ERを保有。一部はサンドキャット装甲車に搭載。
 ベルギー
2024年時点で、ベルギー陸上構成部隊がMRを保有。
 チリ
2,600発。
 コロンビア
2024年時点で、コロンビア陸軍がERを保有。
 クロアチア
32-64機のスパイクER発射機をパトリアAMV装輪装甲車用に購入。
 デンマーク
2024年時点で、デンマーク陸軍がLR2を保有。
 フィンランド
MR発射機100機と追加で70機以上。ERを対上陸用舟艇用に18機購入。
 ドイツ
LR発射機をプーマ装甲歩兵戦闘車用に331機購入。またMILAN（マルダー歩兵戦闘車用）やTOW（歩兵やヴィーゼル用）の置き換えとしても採用が進んでいる。ドイツ語の「多目的軽ミサイルシステム」の頭文字を取ってMELLSと呼称されている。
 イタリア
イタリア陸軍が歩兵用に65機、ダルド歩兵戦闘車にLRを20機、Freccia IFVに38機、野外訓練システムを37、屋内型を26。イタリア海軍が歩兵に6発。野外・屋内訓練システムをそれぞれ2つ。SR, MR, LR, ERをあわせて1,000発以上のスパイクを購入した。初期調達価格は1億2,000万ユーロ。
 ラトビア
 オランダ
MR発射機を227機。2024年時点で、オランダ陸軍とオランダ海兵隊がスパイクMRを保有。
 ペルー
LR発射機を24とミサイル224発を2009年に注文。
 ポーランド
KTO Rosomak装甲車用にLR発射機を購入（ミサイル2,675発）。
 ルーマニア
IAR 330 SOCAT攻撃ヘリコプター用にER発射機と、MLI-84M歩兵戦闘車用にLR発射機を購入。
 シンガポール
2023年時点で、シンガポール陸軍がSRとMRを保有している。
 スロベニア
MRとLRをいくつかパトリアAMV装輪装甲車用に購入。
 スペイン
LR発射機を236機（追加で100以上）、ミサイル2,360発をスペイン陸軍に、LR発射機24機/ミサイル240発をスペイン海兵隊に購入。
 トルコ
LR発射機をコブラ軽装甲車用に購入。
 韓国
延坪島砲撃事件の後にスパイクNLOSを装備したプラサン サンドキャットを延坪島と白翎島に駐留する部隊に配備。
2016年に韓国海軍が導入したアグスタウェストランド AW159汎用ヘリコプターにもスパイクNLOSが発射可能な様に発射機が取り付けることが出来るようになっている。
 インド
発射機を300機、ミサイル8,000発を購入予定。
 アメリカ合衆国
2019年にAH-64EからスパイクNLOSを発射する実験を行っている。
 オーストラリア
2018年3月に採用され211両を導入予定の「ボクサーCRV（Combat Reconnaissance Vehicle、偵察戦闘車）｣で、ドイツのプーマ用MELLS連装発射機とほぼ同型のものが装備されるが、ミサイル自体はラファエルから供給のスパイクLR2となる。

## 類似のシステム
- FGM-148 ジャベリン
- 96式多目的誘導弾システム（ミサイル重量約60kgで光ファイバー有線誘導）